# Noblesse malgache
Pour les articles homonymes, voir Andriana (homonymie).

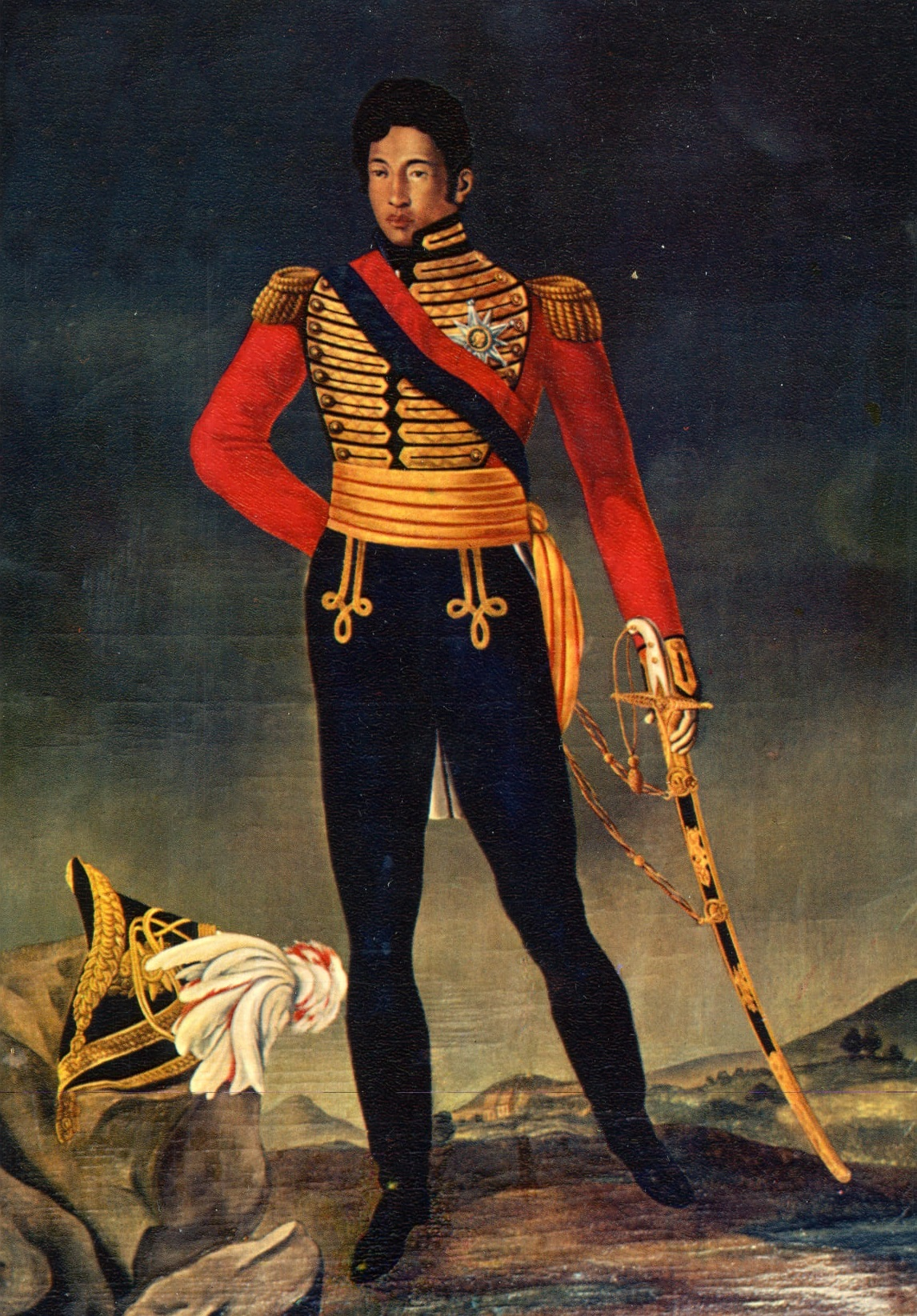
Radama 1er.

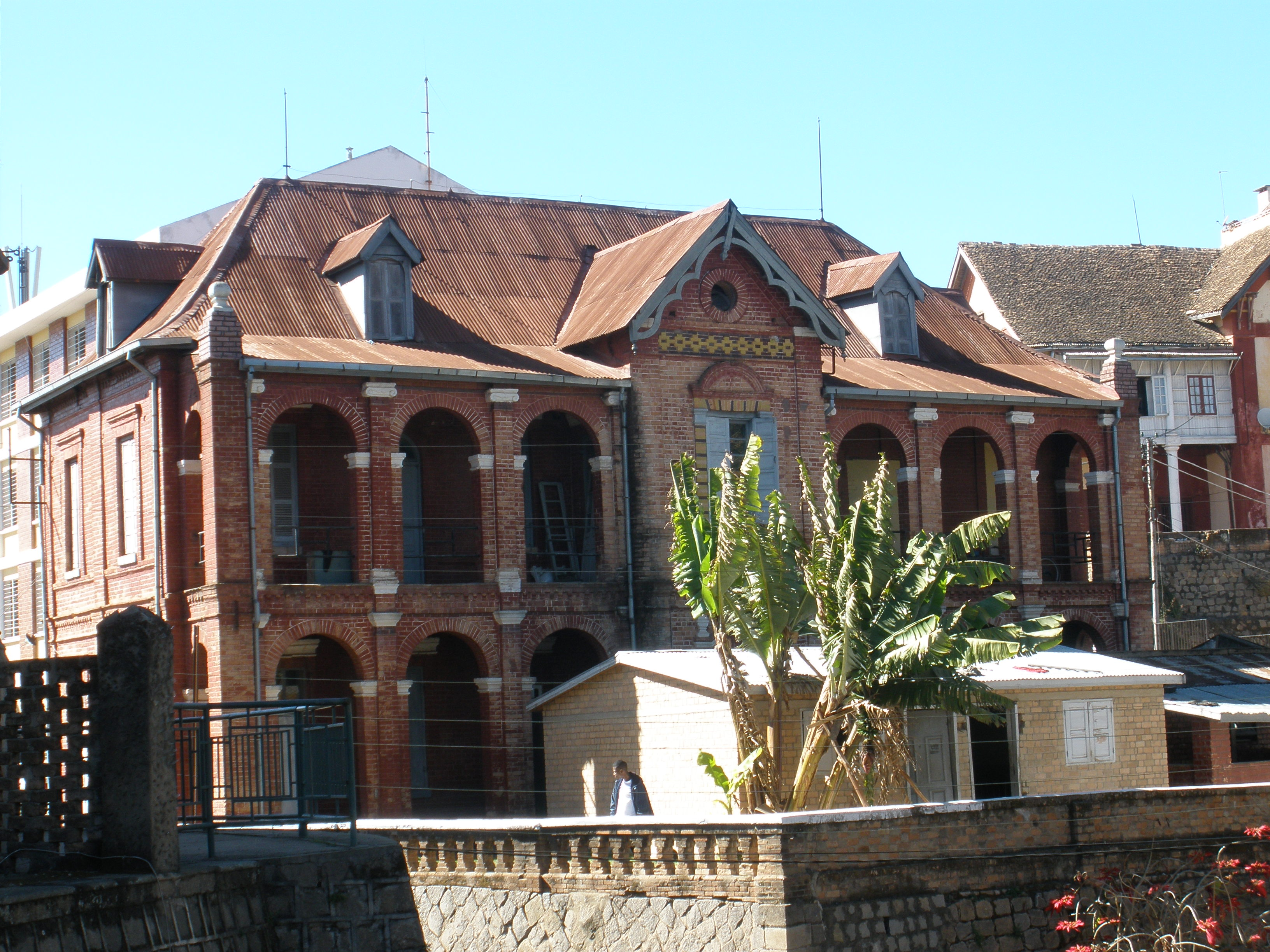
L'ancien palais Ratsimamanga à Antananarivo appartenait autrefois à une grande famille d'Andriana.

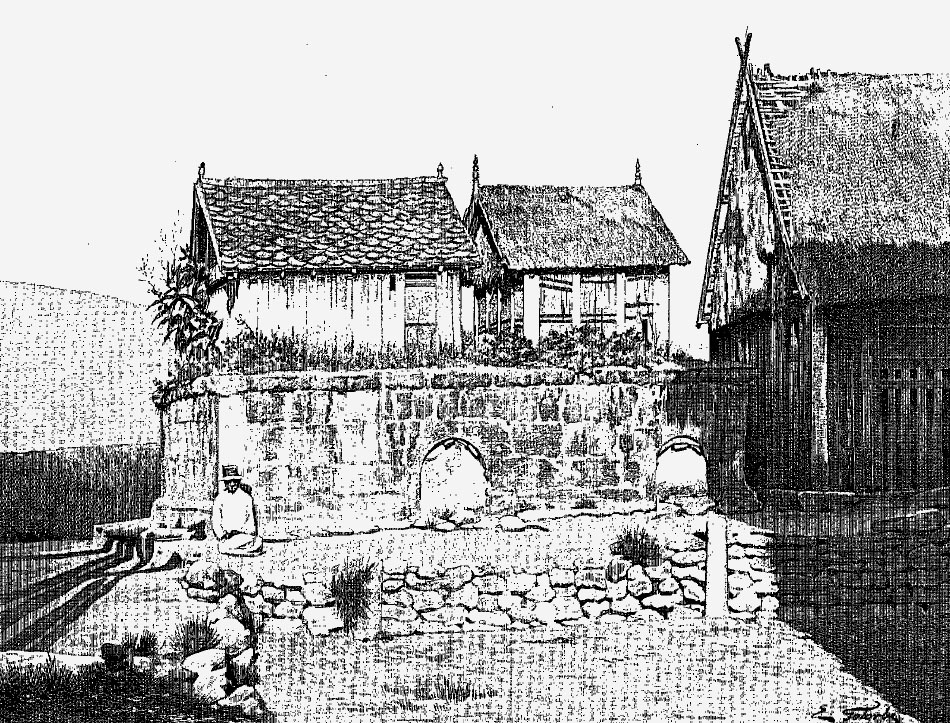
Ancien tombeau d'andriana à Ambatomena, Madagascar.

En malgache, la noblesse malgache est désignée par le terme générique Andriana. Ce terme désigne toutes les familles nobles de l'ensemble des premiers royaumes de l'île de Madagascar et particulièrement l'Imerina qui deviendra le royaume de Madagascar.
Andriana veut d'abord dire “seigneur” puis « noble » ou même « prince ». Plus spécifiquement, il désigne aussi le souverain appelé Andriana ou encore Andriamanjaka.

## Caractéristiques et identification des nobles
Les noms nobles à Madagascar, contrairement à ceux de la France et de nombreux pays européens, ne sont pas précédés d’une particule nobiliaire (même si, par exemple, en France, la particule n'est pas toujours synonyme d'appartenance à une famille noble) pour signaler l’appartenance à la noblesse. Néanmoins, des signes distinctifs permettaient d’identifier les nobles. Des formules spécifiques de salutation ont existé par contre.
Souvent mais pas exclusivement, les noms nobles des hautes terres commencent par le préfixe Andria- ou Ra. Pourtant, le nom malgache étant propre à chaque individu, il est difficile d'affirmer qu'une personne portant ce préfixe est noble si l'on ne connaît pas sa parenté. Après la fin de la monarchie en Imerina, de nombreux parents ont choisi de donner à leurs enfants des noms incluant le préfixe Andriana, bien qu'ils n'aient aucun lien de parenté avec l'ancienne aristocratie. Aussi, très souvent chez les Malgaches, pour savoir si une personne (ou une famille) appartient à la noblesse ou non, ils demandent ou ils essaient de connaître la région (parfois très localisée comme une commune) d'origine de la personne ou de la famille. Autrement dit, il s'agit d'identifier le lieu où se trouvent les tombeaux des ancêtres de ladite personne ou de la famille concernée et/ou le lieu où ont vécu ces ancêtres. D'ailleurs, il n'est pas rare que des descendants de ces ancêtres vivent encore sur les terres de leurs ancêtres. Grâce à une tradition orale encore bien ancrée chez les Malgaches, même chez les jeunes, il est aisé de rencontrer une personne capable de dire que les familles originaires de tel endroit précis et descendant de tels ancêtres sont des nobles (Andriana). En somme, chez les Malgaches, ce sont «le lieu et les liens qui font le noble» mais pas le nom. 
Chez les Andriana, le patrimoine foncier est un héritage sacré transmis de génération en génération. Il symbolise non seulement le prestige et le statut social, mais aussi la continuité d’une lignée. La tradition veut que ces terres ne soient ni vendues ni morcelées afin de préserver l’intégrité du domaine familial. Ce patrimoine joue un rôle essentiel dans l’autonomie économique des familles nobles, notamment à travers l’agriculture et l’exploitation des ressources naturelles. Il revêt également une dimension culturelle et spirituelle, certaines terres abritant des tombeaux royaux ou des lieux de culte ancestraux. Cependant, ce modèle est confronté à plusieurs défis contemporains, tels que la pression foncière due à l’urbanisation, le morcellement des héritages et la nécessité d’adapter ces propriétés à des enjeux modernes comme le développement agricole ou touristique.

## Historique
La noblesse d’essence Andriana ayant abouti en 1817 au Royaume de Madagascar s’est mise en mouvement à Madagascar aux alentours du XIIe siècle correspondant à l'arrivée de nouveaux navigateurs austronésiens  originaires de l'archipel indonésien. Ceux-ci avaient été précédés par une noblesse d’essence Vazimba, également en provenance de l’Asie du Sud Est, étant arrivée beaucoup plus tôt sur la Grande île puis vaincue,ou assimilée progressivement à la faveur de stratégies matrimoniales, par les Andriana. Les Andriana seraient essentiellement d'origine indo-malaisienne (du moins pour l'ethnie Merina). On pense que cette « noblesse » se composait de l’ensemble des familles des chefs de ces navigateurs.
Chacune de ces familles bénéficiait de terres, de privilèges et de titres de noblesse en rétribution du soutien qu'elles donnaient au roi et selon leur degré de noblesse.
Progressivement, ces familles prirent de l’importance et concentrèrent autour d’elles de nouvelles familles nobles moins importantes et les villages dirigés par une même famille finirent par former des sortes de fiefs.
Au départ, c'est le roi Ralambo (XVIe siècle) qui aurait institué la première division entre Andriana ,Hova ,Mainty et Andevo.Par la suite, le roi Andriamasinavalona (XVIIe siècle), la stratification sociale chez les Merina semble solidement établie : les nobles (andriana), les descendants des anciens rois Vazimba (hovabe/antehiroka), les roturiers libres (hova), les serfs royaux (mainty) et les esclaves (andevo), même si ce terme d'esclave est à prendre avec précaution et ne correspond pas tout a fait à la définition qu'on donne à ce terme dans d'autres contrées. Cette hiérarchisation comporte des catégories, voire des sous-catégories internes, avec des prérogatives et des interdits matrimoniaux. Sous des noms différents, cette hiérarchisation (quelquefois qualifiée de castes, mais sans qu'il y ait de véritable point commun avec le système des castes de l'Inde) se retrouve avec des variantes dans la plupart des autres ethnies malgaches. Cette hiérarchisation sociale n'entraînait pas nécessairement une différence très grande de condition matérielle. Par contre, l'exercice du pouvoir était, de par la coutume, l'apanage des nobles, andriana en Imerina,,. Lorsque le roi Andrianampoinimerina (XVIIIe/XIXe siècle) s’emparera du pouvoir royal, l’ordre protocolaire de la société aristocratique de Madagascar connaîtra des évolutions majeures  qui modifieront durablement les rapports de forces entre les groupes Andriana et les Hovabe connus pour être les descendants des premiers rois Vazimba et plus particulièrement d’Andriampirokana.
Le roi Radama 1er (1810-1828) a décrété l'abolition de la traite d'esclave à Madagascar en 1817, même s'il y a eu ensuite des réautorisations temporaires. La reine chrétienne Ranavalona II (1868-1883) a aboli l'esclavage des mozambicain (masombika) en 1877.
Le premier article de l'arrêté du 26 septembre 1896, marquant l'annexion de l'île par la France, ainsi que de celui du 28 février 1897 abolissant la royauté, aurait dû correspondre à une disparition des catégories hiérarchiques subdivisant la société de l'Imerina du XIXe siècle. Mais les termes désignant les principales catégories hiérarchisant historiquement la société malgache sont toujours utilisés. On continue ainsi à appeler parfois andriana ceux qui sont considérés comme descendants d'anciens andriana.
La loi d'annexion de Madagascar fut abrogé le 14 octobre 1958.